# Antonín Klimek
Antonín Klimek (* 18. Januar 1937 in Prag; † 3. Januar 2005 ebenda) war ein tschechischer Neuzeithistoriker, Archivar und Sachbuchautor. Mit  Jan Kuklík (1940–2009) und Jan Kuklík (* 1967) gehört er zu den bedeutendsten Neuzeithistorikern Tschechiens.

## Leben und Wirken
Er war ein Neffe des Adolf und des Julius Klimek, die in Nemile bei Mährisch Schönberg (damals Österreich-Ungarn) geboren wurden. Antonín Klimek immatrikulierte sich an der Karls-Universität Prag und begann auf der Philosophischen Fakultät das Geschichtsstudium, das er im Jahr 1960 abgeschlossen hatte. In den Jahren 1960–1990 war er als Archivar im Archiv des Škoda-Konzerns in Prag und anschließend seit 1991 als Archivar im Militärarchiv der Streitkräfte der Tschechischen Republik angestellt. Es gelang ihm, beim Institut für Marxismus-Leninismus in Prag zu forschen und die Akten u. a. über Tomáš Garrigue Masaryk und  Edvard Beneš zu lesen.
Sein erstes Werk über die Diplomatie in Europa und Außenpolitik der Tschechoslowakei veröffentlichte er im Jahr 1989, danach folgten Veröffentlichungen über die Entstehung (28. Oktober 1918) und die Neuzeitgeschichte (1918–1938) der Tschechoslowakei und Biografien über Radola Gajda, Tomáš Garrigue Masaryk und Edvard Beneš. In seiner letzten Monografie, die im Jahr 2003 in Prag erschien, stellte er den ursächlichen Zusammenhang zwischen der Machtergreifung der Partei Adolf Hitlers (30. Januar 1933) und dem Anschluss der Tschechoslowakei (1. Oktober 1938) an das Deutsche Reich dar.
Antonín Klimek lebte mit Familie in Prag-Vinohrady – erst am 8. Oktober 2007 erfolgte posthum die Ernennung zum Ehrenbürger von Prag.

## Werke
- Diplomacie na křižovatce Evropy, Prag 1989.
  - Übersetzung Dirk Köster: Diplomatie am Scheideweg. Außenpolitik der Tschechoslowakei 1918–1938. Presseagentur Orbis, Prag 1989.
- Jak se dělal mír roku 1919 (Wie kam der Frieden 1919 zustande). Melantrich, Prag 1989.
- Vznik Československa 1918 (Die Entstehung der Tschechoslowakei 1918),[2] Prag 1994.
- mit Eduard Kubů: Československá zahraniční politika 1918–1938 (Tschechoslowakische Außenpolitik 1918–1938), Prag 1995.
- mit Petr Hofman: Vítěz, který prohrál, generál Radola Gajda (Ein Sieger, der verlor, General Radola Gajda), Prag 1995.
- Boj o Hrad (Der Kampf um die Burg):
  - Band I: Hrad a Pětka 1918–1926, Panevropa, Prag 1996.
  - Band II: Kdo po Masarykovi?, 1926–1935, Panevropa, Prag 1998.
- mit Zbyněk Zeman: Zrození státníka Edvarda Beneše 1884–1948 (Das Leben von Edvard Beneš 1884–1948), Melantrich, Prag 1992.
  - auch: The life of Edvard Benes 1884–1948. Czechoslovakia in pace and war, Oxford University New York, New York 1997.
- Říjen 1918. Vznik Československa (Oktober 1918. Die Entstehung der Tschechoslowakei), Prag 1998.
- mit Petr Hofman et al.: Svět okřídleného šípu. Koncern Škoda, Plzeň 1918–1945, Paseka, Prag 1999.
- Velké dějiny zemí Koruny české – díl XIII (1918–1929) (Große Geschichte der Länder der Tschechischen Krone, Band 13), Prag 2001.
- Velké dějiny zemí Koruny české – díl XIV (1929–1938) (Große Geschichte der Länder der Tschechischen Krone, Band 14), Prag 2002.
- Vítejte v prvni republice (Willkommen in der Ersten Republik), Havran, Prag 2003, ISBN 80-86515-33-8.
- 30.1.1933: Nástup Hitlera k moci. Začátek konce Československa (30. Januar 1933: Die Machtergreifung Hitlers. Der Anfang vom Ende der Tschechoslowakei), Havran, Prag 2003.